# Unión Deportiva Guadalajara Fútbol Sala
La Unión Deportiva Guadalajara Fútbol Sala è una società spagnola di calcio a 5 con sede a Guadalajara.

## Storia
Con l'obiettivo di dare a questo sport la massima visibilità possibile, il 15 maggio 2000 quattro club della provincia di Guadalajara (CD Venus, CD Centenera, CDFS Alamín, AD Deportes Olimpiada) si uniscono per formare un'unica società: La neocostituita Unión Deportiva Guadalajara Fútbol Sala eredita il titolo sportivo della CD Venus, acquisendo il diritto di disputare la Division de Plata. Attualmente la squadra gioca in División de Honor.

## Rosa 2009-2010
| N. |                    | Ruolo | Calciatore              |
| -- | ------------------ | ----- | ----------------------- |
| 1  | Spagna (bandiera)  | POR   | Dídac Plana             |
| 13 | Brasile (bandiera) | POR   | Alziro do Prado Roseira |
| 15 | Spagna (bandiera)  | POR   | Jesús González Bejarano |
| 4  | Brasile (bandiera) | DIF   | Marcelo Salazar Filho   |
| 12 | Spagna (bandiera)  | DIF   | Jesús Calvo Torres      |
| 14 | Spagna (bandiera)  | DIF   | José Ruiz               |
| 2  | Spagna (bandiera)  | LAT   | Isidoro Garrido Luque   |

| N. |                   | Ruolo | Calciatore                  |
| -- | ----------------- | ----- | --------------------------- |
| 7  | Spagna (bandiera) | LAT   | Roberto Miñambres Rodríguez |
| 8  | Spagna (bandiera) | LAT   | Ignacio Pedraza Rodríguez   |
| 9  | Spagna (bandiera) | LAT   | Carlos Anós Rodríguez       |
| 10 | Spagna (bandiera) | LAT   | Carlos Muñiz Seisdedos      |
| 11 | Spagna (bandiera) | LAT   | Raúl Nieto Sacristán        |
| 6  | Spagna (bandiera) | PIV   | Alberto Blecua de Pedro     |

## Palmarès
- Campione della División de Plata: 2

2002/2003, 2005/2006